# Aoria
Aoria es un género de coleópteros de la familia Chrysomelidae.

## Especies
Las especies de este género son:
- Aoria carinata Tan, 1993
- Aoria costata Tan, 1992
- Aoria lushuiensis Tang, 1992
- Aoria montana Tang, 1992
- Aoria nepalica Medvedev & Sprecher-Uebersax, 1997